# Thymallus grubii
Thymallus grubii es una especie de pez de la familia Salmonidae en el orden de los Salmoniformes.